# Wyeomyia flavifacies
Wyeomyia flavifacies är en tvåvingeart som beskrevs av Edwards 1922. Wyeomyia flavifacies ingår i släktet Wyeomyia och familjen stickmyggor. Inga underarter finns listade i Catalogue of Life.